# Russische Botschaft in Warschau

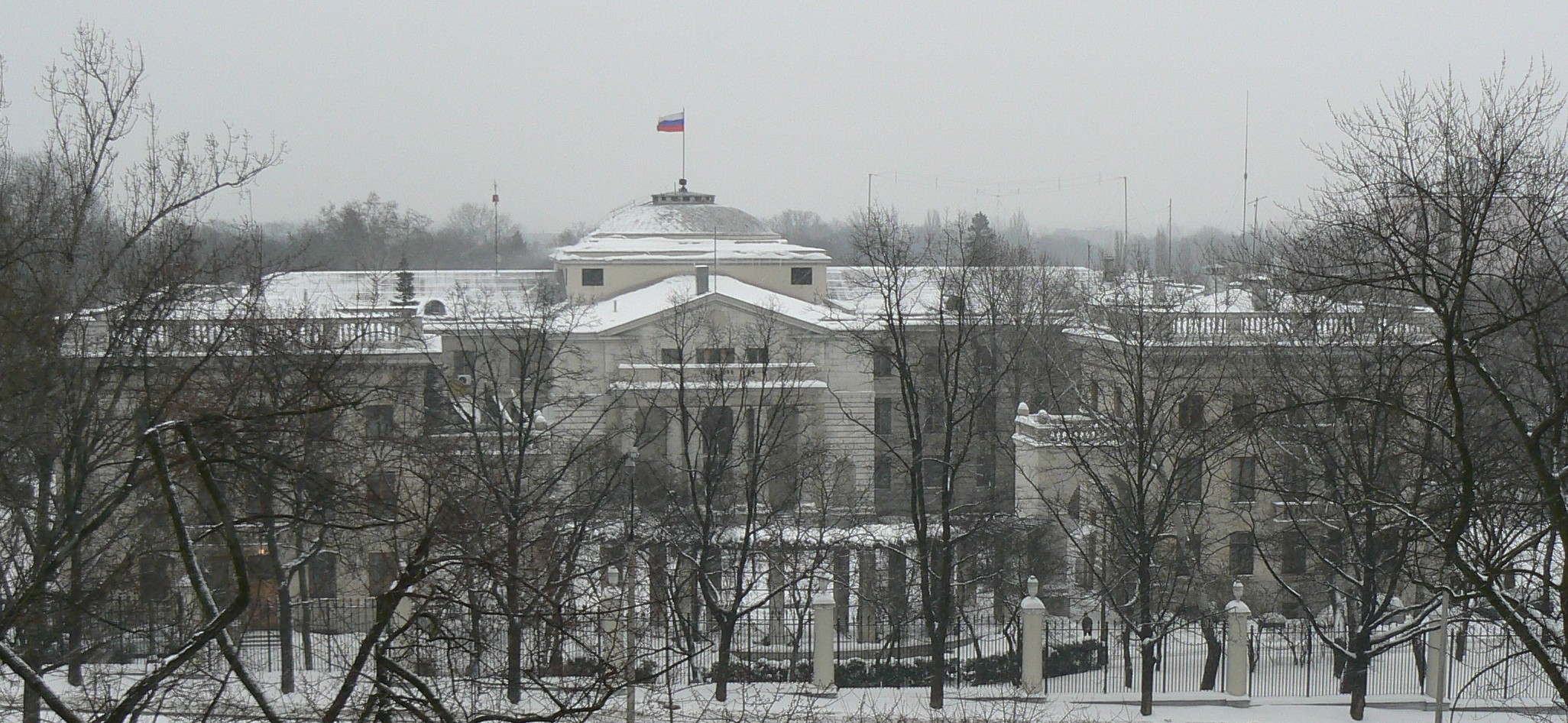
Blick auf den rückwärtigen Innenhof der Botschaft. Im Vordergrund verläuft die Ulica Spacerowa

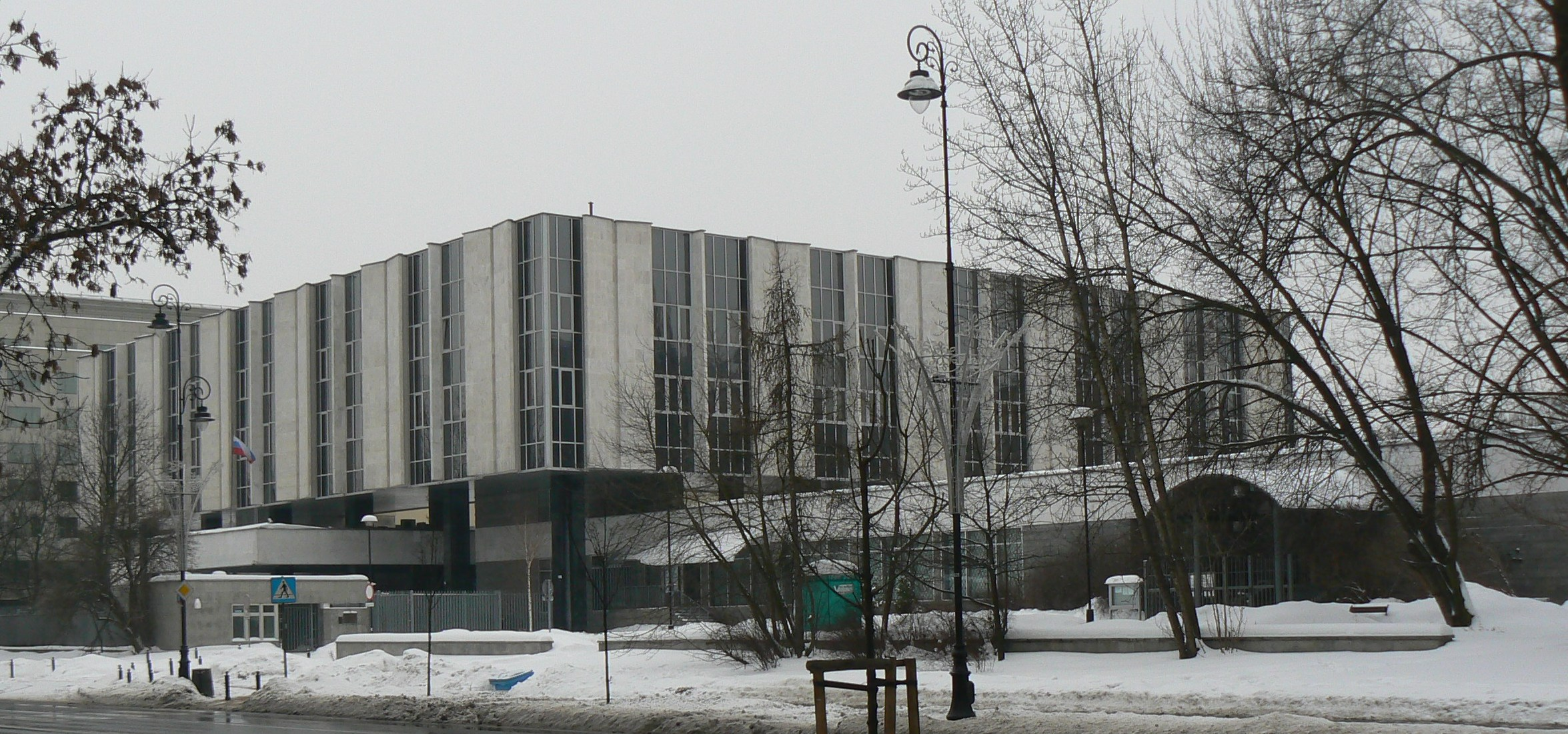
Gebäude der Russischen Handelsmission und des Konsulats

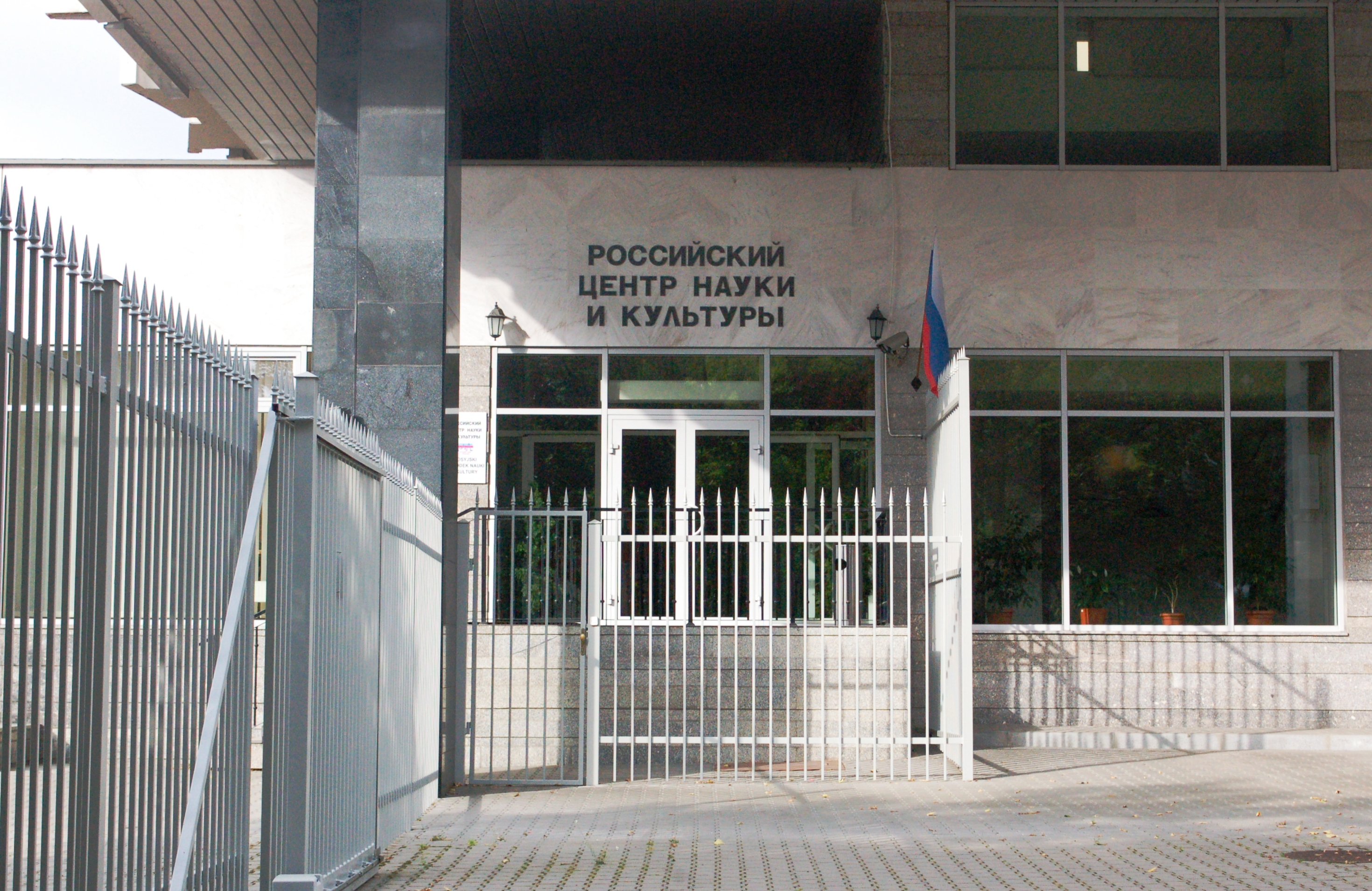
Eingang zum Russischen Wissenschafts- und Kulturzentrum

Das Gebäude der Russischen Botschaft in Polen (polnisch Ambasada Rosji w Polsce; russisch Посольство России в Польше) befindet sich an der Warschauer Ulica Belwederska (Nr. 49). Es wurde nach dem Zweiten Weltkrieg errichtet und gilt als besonders monumentales Beispiel des Klassizismus innerhalb der Stilrichtung des Sozialistischen Realismus.

## Geschichte
Die russisch-sowjetischen Vertretungen in Polen waren in der Vergangenheit in wechselnden Gebäuden Warschaus untergebracht. So war ab dem Jahr 1788 das Brühlsche Palais ein solcher Dienstsitz. 1794 zog die russische Vertretung in das Palais Młodziejowski an der Ulica Miodowa 10 um. Ein späterer Sitz – etwa ab 1830 – war im „Hotel d’Europe“, das damals im Borchów-Palast, ebenfalls in der ul. Miodowa (Nr. 17–19) gelegen, eingerichtet war.
Das diplomatische Verhältnis zwischen der RSFSR und Polen wurde 1921 im Vertrag von Riga geregelt. Sitz der RSFSR-Vertretung war ab 1923 das heute nicht mehr existierende Hotel „Rom“ (polnisch: Hotel „Rzym“) an der Ulica Focha 1 (heute Ulica Moliera). Im Jahr 1924 wurde das Büro in das Mietshaus Glassów an der Ulica Poznańska 15 verlegt; 1930 wurde dieses Gebäude übernommen. 1934 erfolgte die Statusänderung der bisherigen Vertretung zu einer Botschaft der Sowjetunion. Im Zweiten Weltkrieg wurde das Botschaftsgebäude von deutschen Truppen besetzt. Nach dem Krieg bezog die Botschaft zunächst Räume in dem Mietshaus von Adam Bromke am Plac Unii Lubelskiej. Bald darauf wurde mit der Planung zum Bau eines neuen, repräsentativen Botschaftsgebäudes begonnen.

### Ulica Belwederska
Die Errichtung der neuen Botschaft nach einem Entwurf der Architekten Alexander Pietrowicz Wielikanow und Igor Jewgieniewicz Rożyn startete 1954. Letzte Ausstattungsdetails wurden 1956 vollendet. Es handelt sich um eines der letzten in Polen errichteten Gebäude im Stil des Sozrealismus.
Südlich des Botschaftsgebäudes wurde in den Jahren 1976 bis 1978 von den Firmen Budimex und Budipol ein Bürogebäude im modernen Stil errichtet. Hier befinden sich heute die Handelsmission Russlands (polnisch: Przedstawicielstwo Handlowe Federacji Rosyjskiej w Rzeczypospolitej Polskiej, russisch: Торговое представительство Российской Федерации в Польше), das russische Konsulat in Warschau (polnisch: Wydział Konsularny, russisch: Консульский отдел) sowie das Russische Wissenschafts- und Kulturzentrum (polnisch: Rosyjski Ośrodek Nauki i Kultury w Warszawie, russisch: Российский центр науки и культуры в Варшаве).

## Trivia

### Kozakiewicz-Intervention
Nachdem der polnische Stabhochspringer Władysław Kozakiewicz wegen der Provokation des einheimischen Publikums bei den Olympischen Spielen 1980 in Moskau seine markante Siegesgeste gezeigt hatte, forderte der Botschafter der UdSSR in Polen und Hausherr der Botschaft, Boris Iwanowitsch Aristow erfolglos die Aberkennung dessen Goldmedaille.

### Die Kukliński-Flucht
Am Abend vor seiner Flucht besuchte der polnische Offizier und CIA-Agent Ryszard Kukliński am 6. November 1981 ein Bankett anlässlich des Jahrestages der Oktoberrevolution in der Botschaft. Dieser Besuch war Teil seines Fluchtplanes. Nachdem Wojciech Jaruzelski und Geheimdienstchef Czesław Kiszczak die Feier verlassen hatten, bestieg auch Kukliński seinen vermeintlichen Dienst-Wolga und verließ das Anwesen. Tatsächlich war das Fahrzeug ein von der CIA vorbereiteter Wagen, der den Agenten in eine konspirative Wohnung in Warschau brachte, von der aus er am nächsten Tag seine Flucht fortsetzte.

## Architektur
Der Komplex steht auf einem künstlichen Hügel, der den Höhenunterschied zwischen der an der Ostseite verlaufenden Belwederska und der westlich gelegenen Ulica Spacerowa ausgleicht. Die umgebende Parkanlage beträgt vier Hektar. Das Äußere des Botschaftsgebäudes erinnert an die klassizistischen russischen Residenzen aus der Zeit der Jahrhundertwende vom 18. zum 19. Jahrhundert.
Der Grundriss des Gebäudes ist gleichmäßig, neben dem Hauptgebäude gibt es zwei symmetrische Seitenflügel, die einen Innenhof umschließen. An der rund 100 Meter langen Frontfassade wurde ein massiver Portikus auf vier Säulen eingefügt. Das Hauptgebäude verfügt über eine mittige Kuppel, die über der zentralen Rotunde des Innenbereiches liegt.
Der Eingangsbereich besteht aus einem Marmor-Foyer mit dorischen Säulen und einer sich zweiteilenden Treppe. Große Kristall-Kronleuchter befinden sich in den Räumen, teilweise wurden auch Wandmalereien gefertigt. Auffallend im Inneren ist ein großes, beleuchtetes Mosaik in der zentralen Rotunde. Es zeigt (nur) drei Jahreszeiten: Frühjahr, Sommer und Winter. Die Botschaft verfügt über eine Luxuswohnung von 400 Quadratmetern, die vermutlich hochgestellten Persönlichkeiten der Sowjetunion auf Staatsbesuch zur Verfügung stand. Ein großes, heute zur Gästebewirtung genutzter Raum wurde früher als „Jagdzimmer“ bezeichnet. Er war mit Jagdtrophäen ausgestattet – einige der sowjetischen Botschafter waren passionierte Jäger.